# Ida Ljungqvist
Ida Ljungqvist (n. 27 septembrie 1981, Tanzania) este un model tanzaniano-suedeză.

## Carieră
A fost descoperită de Sara Jean Underwood⁠(d), Playmate a anului 2007, la un local de pe Rodeo Drive din Beverly Hills, California. A fost numită Playmate Playboy a lunii martie 2008 și Playmate a anului 2009. Este primul model de origine africană și al doilea model suedez numit Playmate al anului. Ea este, de asemenea, prima Playmate a Anului care își dedică în mod public titlul activității filantropice prin intermediul organizațiilor și organizațiilor caritabile non-profit. Ljungqvist a organizat petrecerea Playboy de Anul Nou din 2009 în Miami, Florida, alături de alte câteva modele.
De când a fost desemnată Playmate a Anului, Ljungqvist a lucrat cu Empowerment Works, un think-tank non-profit de sustenabilitate globală. Activitatea ei include sensibilizarea opiniei publice cu privire la organizație și strângerea de fonduri.

## Viață personală
Ljungqvist s-a născut în Tanzania dintr-o mamă tanzaniană și un tată suedez. Datorită muncii tatălui ei pentru UNICEF, Ljungqvist a călătorit mult. Ea vorbește engleză, suedeză și swahili. Ljungqvist are o diplomă în design vestimentar și marketing, și intenționează să studieze economia.
În decembrie 2007, Ljungqvist s-a căsătorit cu Joshua R. Lang. Lang a intentat divorț în septembrie 2008. În noiembrie 2008, MSNBC⁠(d) a raportat o luptă pentru custodie între cei doi din cauza animalului lor de companie Chihuahua (rasa canină).